# دوگی والس
دوگی والس (انگلیسی: Dougie Wallace؛ زادهٔ ۱ ژانویهٔ ۱۹۵۳) عکاس اهل اسکاتلند است.